# Jak se neztratit v L.A.
Jak se neztratit v L.A. (ve finském originále L.A. Without a Map) je finsko-britsko-francouzská filmová komedie z roku 1998. Režisérem filmu je Mika Kaurismäki. Hlavní role ve filmu ztvárnili David Tennant, Vinessa Shaw, Julie Delpy, Vincent Gallo a Joe Dallesandro.

## Obsazení
| David Tennant   | Richard         |
| Vinessa Shaw    | Barbara         |
| Julie Delpy     | Julie           |
| Vincent Gallo   | Moss            |
| Joe Dallesandro | Michael         |
| Tony Peers      | vikář           |
| Steve Huison    | Billy           |
| Margo Stanley   | paní Blenkinsop |
| Johnny Depp     | William Blake   |
| Lisa Edelstein  | Sandra          |